# 救主堂 (慕尼黑)
48°08′30″N 11°34′29″E / 48.14167°N 11.57472°E

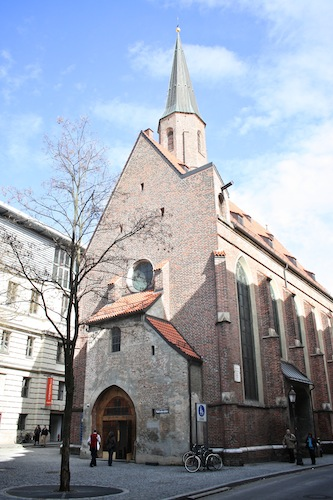

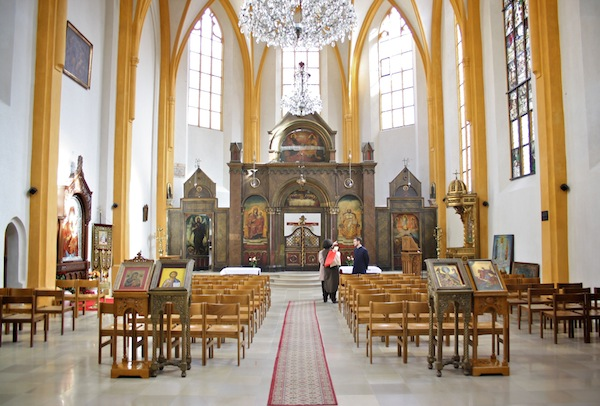

救主堂（Salvatorkirche）是德国慕尼黑的一座哥特式教堂，原为圣母主教座堂的墓地教堂。自1829年以来，该堂由希腊正教会使用，是德国和中欧教区的总部，被希腊东正教社区称为“救主显圣容堂”。
它建于1493年，晚期哥特式风格，后来被用作仓库。莱奥·冯·克伦泽重新装修了教堂，供慕尼黑希腊社区使用，并设计了圣像。外观重建为哥特式风格，巴洛克式的部分被移除。在德国的纳粹时期，著名的数学家康斯坦丁·卡拉西奥多里曾担任教会理事。